# ファン・ディアス (キャプテン翼)
ファン・ディアスは、キャプテン翼に登場する架空のサッカー選手である。血液型はO型。

## 人物

### プロフィール
アルゼンチンJrユースとユース代表ならびに五輪代表とA代表で10番を背負うMF。「アルゼンチンの至宝」と呼ばれ、作中随一のドリブル能力と体操選手ばりのアクロバット、大空翼と同じドライブシュートを使いこなす自他共に認める天才プレーヤーである。アルゼンチンの首都ブエノスアイレスの決して裕福とはいえない家庭の8人兄弟の末っ子として誕生する。幼い頃からスラム街でビンのフタをボール代わりにしたストリートサッカーをして腕を磨いており、この頃に親友となるアラン・パスカルと出会う。パスカルに全幅の信頼を寄せており、後にクラブにスカウトされた際、「パスカルと一緒にプレーする」ことを条件に入団した。アルゼンチン代表でも大空翼・岬太郎の黄金コンビに勝るとも劣らぬ抜群のコンビプレイを見せている。当初はアジア人の実力を軽視していたが、戦いの中で自分と同じく天性のサッカーセンスを持つ翼に対し強いライバル心を抱くようになる。最初の日本戦では翼のことを知らなかったため「10番」（翼の背番号）と呼んでおり、試合後に名前を教えてもらった。Jrユース大会後には15歳にしてアルヘンティノス・ジュニアーズのトップチームに上がることが内定している。
「サッカーはテクニック」との発言通り、ドリブル・パス・シュートと全ての面において最高級のテクニックを持ち、特に天性の身軽さを生かした体操選手に匹敵するアクロバティックな空中戦の能力は他の追随を許さぬものである。また小柄ながら100メートル走11秒台の俊足を誇り、ひとつひとつの技を繰り出すスピードも翼と同等である。ただし、この力を発揮したトップスピードのプレイには相棒のパスカルはついていくことができない。
MFながら、積極的に点を取りに行くのがプレイスタイルだが、低身長が災いして、空中戦や高さ勝負に於いては負けることが多い。ヘディングも届かない時は審判に分からないようにハンドの反則をしてでもゴールに押し込む事もする。

### 経歴
アルヘンティノス・ジュニアーズ - ボカ・ジュニアーズ - SSCナポリ

#### ジュニアユース編
日本戦で負傷したヘルナンデスが欠場したイタリア相手に5ゴールを挙げ、全日本戦でも8人抜きを達成するなど一人で4ゴール、わずか2試合で9ゴールを挙げる超人的な活躍を見せた。その突出した能力ゆえにアルゼンチンはディアスのワンマンチームであったが、翼の予想以上の善戦に一時冷静さを失ったディアスが仲間の激励により本来のプレイを取り戻したこともあった。ディフェンス面でも途中から翼を徹底マークし、翼自身のシュートは再三防いだものの5アシストを決められ予選リーグ敗退を喫した。

#### ワールドユース編
目立った活躍はなく準々決勝において、スウェーデン戦で負傷したミューラーが欠場したドイツに3-2で惜敗した。しかしこれは大会前のアルゼンチンリーグにおいて腰を負傷し、本来の実力を発揮出来なかったことが原因であると「ライジングサン」にて明かされた。

#### LIVE TOGETHER 2010
アルゼンチンA代表の10番として南アフリカW杯に向けた最終テストマッチで日本と対戦。マラドーナ監督の前でマラドーナの5人抜きを上回る6人抜きドリブルを披露し、若林からゴールを奪った。

#### ライジングサン
前述の腰の怪我を手術で完治させ、リベルタドーレス杯にてボカ・ジュニアーズを優勝に導いた。その後セリエAナポリへの移籍を内定させ、満を持してアルゼンチン五輪代表の10番としてマドリッド五輪に参戦。日本、オランダ、ナイジェリアと同じグループCに組み込まれ、初戦のナイジェリア戦では大会初となるハットトリックを達成し5-2と圧勝した。今の自分が翼に対し出遅れていることを自覚しており、打倒翼に並々ならぬ闘志を燃やしている。待望の日本戦ではバルバス監督から攻撃の全権を託され、100メートル独走ドリブルやマラドーナの神の手を模したシュートなど、ほぼ独力で若林から2ゴールを奪取した。守備面でも日本のシュートを再三ブロックするなど攻守に大車輪の活躍を見せたが日本のチームプレイの前に3点を奪われ惜敗した。その後のオランダ戦には4-3で勝利しグループCを2位で通過した。

## 戦歴
- 14歳-15歳
  - 国際ジュニアユース大会予選リーグ敗退
- 18歳-19歳
  - ワールドユース選手権大会ベスト8
- 21歳-22歳
  - マドリッドオリンピック出場ベスト8

## 得意技
ドライブシュート
ボールに縦方向のドライブ回転を与えて放つロングシュート。高い弾道で飛んで行き、ゴール付近で急降下してゴールネットに突き刺さる。
ドライブ回転による強烈な前進力があり、GKがキャッチングしてもそのまま押し込む威力があるため、止めるには工夫が必要。
Jrユース時代にこの技を使いこなしたのは翼とディアスのみである。
バナナシュート
ボールに横方向の回転を与えて放つシュート。弧を描く軌道で曲がり落ちる、ループシュートの一種。
全日本戦終盤にこの技で同点ゴールを狙ったが石崎・次藤の連携により阻まれた。
オーバーヘッドキック
高い浮き球をバク転しながら放つダイレクトシュート。テクモ版では何故か『III』と『IV』で使用できない。劇場版の『世界大決戦 Jr.ワールドカップ』では一度だけパスとして使用した。
前転シュート
飛び込んで前転しながら、踵でシュートする技。ボールにカーブをかけることも出来る。
テクモ版『III』ではこの技をヒントに翼がネオサイクロンを編み出した。
バンダイ版『RONC』では「フリップシュート」という名称となっている。
KLab版では、大空翼も習得可能。
ミラクルオーバーヘッド
側転で敵DFの横をすり抜け、バク転で勢いをつけ、そのままオーバーヘッドキックに持ち込む連続技。名称は「ライジングサン」にて判明しており、それ以前は「側転バク転バク宙シュート」など様々な表記がされていた。
アルゼンチンコンビ（ゴールデンコンビ）
パスカルとの連続ワンツーで敵陣を突破するコンビ技。変幻自在のパスワークでイタリアや全日本のDF陣を翻弄した。名称はテクモ版のものだが、原作でも「アルゼンチンゴールデンコンビ」と呼ばれている。
スノーボードドリブル
スノーボードのように滑らせたボールの上に両足で乗り、相手選手を抜き去る技。
先出のミカエルのセグウェイドリブルと似ているが、違いとしてセグウェイドリブルは片足でボールに乗りもう片方の足でボールを蹴り出して進む。

## 劇場版
「世界大決戦 Jr.ワールドカップ」では南米選抜チームの一員として登場。「マラドーナ2世」の異名を持つ。陽気な性格で、南米チームのムードメーカー的存在。ヨーロッパ選抜チームとの対戦では1ゴール1アシストの活躍を見せた。

## ゲーム版

### テクモ版
全般的に高い能力と多彩な必殺技を誇り、ボールを持っている時に「よし!いくぞ!」という掛け声と共に能力値がアップする「天才の証明」という特殊能力も持っている。「II」での総合能力はコインブラに次ぐ2位で、パスカット能力は全選手中1位に設定されている。
また「IV」以降では翼と同じくゲーム版オリジナルシュート「サイクロン」シリーズを身につけ、さらに得点力に磨きがかかっている。

#### 経歴
アルヘンチノス (IV)

##### キャプテン翼
原作通り、Jrユース大会予選リーグにて全日本Jrユースと対戦。翼と同じドライブシュートを放ってくる強敵である。

##### キャプテン翼II　スーパーストライカー
ワールドユース準々決勝にて全日本ユースと対戦。翼が直前に完成させた「サイクロン」の初披露の相手となる。今作では「前転シュート」と「天才の証明」「アルゼンチンコンビ」が追加される。

##### キャプテン翼III 皇帝の挑戦
ユニバーサルユース本戦4回戦で全日本ユースと対戦。今作では翼がアルゼンチン戦をケガで欠場するため直接対決はならなかったが、翼はディアスの前転シュートをヒントにネオサイクロンを編み出した。

##### キャプテン翼IV プロのライバルたち
クラブチームではアルヘンチノス、代表チームではアルゼンチン代表としてサンパウロや日本代表と対戦。本作から「サイクロン」を習得し、ルートによって翼の編み出した「ネオサイクロン」かディアス自身で編み出した「バク宙サイクロン」を習得する。

##### キャプテン翼V 覇者の称号カンピオーネ
ワールドトーナメント準決勝にて日本代表と対戦。ナショナルチームとしては最後の相手となる。「ネオサイクロン」「バク宙サイクロン」「天才の証明」を失ったが、代わりに「バナナシュート」が追加される。
また、サブストーリーでは前回のコパ・アメリカでブラジル代表を破って優勝しており、今大会においても決勝でブラジル代表と対戦する。

#### テクモ版での技
サイクロン
「II」より登場、「IV」より使用可能。かつてブラジルの生んだ初代スーパーストライカー、ジャイロが編み出したと言われる伝説のシュート。
ボールにバックスピンを与えて真上に蹴り上げ、落下してきたボールでドライブシュートを放つ技。元々は翼が編み出した技だが「IV」でディアスも翼に対抗し「お前にできて俺にできない筈がない」というセリフとともに習得した。
蹴り上げた時の回転力・ボールのスピード・高さ・ドライブシュートのパワーの4つの力が合わさった最強のシュートだが、その衝撃による足首への負担は通常のシュートの数百倍にもなり、キック力が足りなければ怪我の原因にもなる。
サイクロン系はドリブル中のみならず低い球・高い球のいずれの状態からでも打てるところに最大の特色があり、螺旋を描いて飛ぶシュートを捉えられるGKはほとんど存在しない。ただし落下してくるボールを待っている瞬間にわずかな隙がある。
「V」では翼同様、ヒールリフトで蹴り上げるパターンとなっている。
ネオサイクロン
「III」「IV」に登場、「IV」にて使用可能。ボールに回転を与えてから前転シュートの要領で、かかとでシュートする技。サイクロン同様本来は翼の編み出した技で、翼の精神を動揺させるために会得した。サイクロンの欠点であった足首への負担を避けることが可能。威力はサイクロン以上だが、全身運動のためスタミナの消耗が激しいという欠点がある。
バク宙サイクロン
「IV」に登場。ボールに回転を与えてからバク宙しつつオーバーヘッドの態勢でシュートを放つ技。サイクロンの究極進化型で、翼には使用できないディアスのオリジナルである。
天才の証明
「II」-「IV」に登場。原作の8人抜きドリブルを再現した能力であり、ドリブル中にランダムで発動。「よし、いくぞ!」の掛け声とともにドリブル能力が大幅に上昇し、ドリブルスピードが通常の倍速となる。
この状態になったディアスはそもそも追いつくことすら困難な上、たとえ追いついたとしても必殺タックルですらなかなか止められないので、GKまでドリブルで抜かれて失点することが多い。
華麗なドリブル
「VS」に登場。高度なテクニックによって相手を抜き去るドリブル。

### その他のゲームに登場する技

#### バンダイ版
バウンドヘッド（ミラクルバウンド）
ミラクルオーバーヘッドでシュートを打つ際に、角度を変えて芝生でバウンドさせてからゴールするシュート。
ディアス式ドライブシュート
Nintendo Switch/PS4版「RISE OF NEW CHAMPIONS」に登場。ディアスが独自に調整して、素早く打てるようにしたドライブシュート
ツインシュート
Nintendo Switch/PS4版「RISE OF NEW CHAMPIONS」に登場。パスカルとの連携シュート

#### KLab版
南米式ドリブル
南米式のドリブルで敵を抜く技。
天才のドリブル突破
トップスピードのまま敵を次々と抜き去る技。
アルゼンチンコンビシュート
パスカルとのワンツーリターンから放つ側転バク転バク宙シュート。
ドライブオーバーヘッド
オーバーヘッドでドライブシュートを放つ技。
ハイパーボレー
高く蹴り上げた球をジャンピングボレーでたたき落とすシュート。

## 担当声優
- 大山尚雄 - 劇場版『世界大決戦!! Jr.ワールドカップ』
- 菊池正美 - カセットブック版
- 草尾毅 - OVA『新キャプテン翼』
- 大畑伸太郎 - テレビアニメ第3作
- 宮野真守 - 『たたかえドリームチーム』
- 松岡禎丞 - 『ZERO』、『RISE OF NEW CHAMPIONS』、テレビアニメ第4作